# Анушаван
Анушаван (на арменски: Անուշավան) е село и община в област Ширак, Армения. Според Националната статистическа служба на Армения през 2012 г. общината има 2161 жители.

## Демография
Броят на населението в годините 1831 – 2004 е както следва: